# Cámbiame
Cámbiame fue un programa de televisión español de telerrealidad, enfocado en el cambio de imagen. El formato, presentado por Marta Torné y posteriormente, por Carlota Corredera, era producido por La Fábrica de la Tele y se emitió en Telecinco de lunes a viernes, de 13:50 a 15:00, entre el 15 de junio de 2015 y el 13 de abril de 2018.

## Historia
A principios del año 2015, debido al éxito de los formatos estadounidenses de cambio de imagen emitidos en Divinity, Mediaset España se planteó copiar este estilo, recuperando así el espíritu de antiguos formatos como Cambio radical o El patito feo (Antena 3). Así, en febrero, el grupo de Fuencarral dio luz verde a un piloto por parte de la productora La Fábrica de la Tele.
Tras varios meses sin noticias relevantes, aunque con numerosas promociones e información para la selección de participantes a través de Sálvame, en abril fue seleccionado en la edición 2015 del MIP TV de Cannes como uno de los mejores formatos de factual y de entretenimiento. Más tarde, en mayo, se anunció que Marta Torné sería la presentadora y que Cristina Rodríguez y Pelayo Díaz serían dos de los tres estilistas. Poco después, se confirmó a Natalia Ferviú como última miembro del equipo de estilistas del programa en lugar de la diseñadora y estilista Gala González, que grabó el piloto junto a Cristina y Pelayo pero no pudo formar parte del programa por problemas de agenda.
Finalmente, una vez acabados los preparativos, Telecinco y Divinity estrenaron simultáneamente Cámbiame el lunes 15 de junio de 2015 a las 14:20 horas, manteniéndose en emisión diaria a través del canal principal de Mediaset España.
Tras tres semanas de emisión, Telecinco confirmó que llevaría el programa al prime time de la cadena con el nombre de Cámbiame Premium, con Jorge Javier Vázquez y la colaboración de los jueces de la versión diaria. Además, era en directo y contaba con cambios físicos y del entorno de los participantes. Tras su cancelación, se mantuvieron los cambios de imagen en un programa de access prime time llamado Cámbiame de noche, presentado por Marta Torné.
Por otro lado, el 9 de diciembre de 2016 se confirmó que Marta Torné dejaría el programa para retomar su faceta como actriz. Tras su marcha, Telecinco confió la conducción del formato a Carlota Corredera, quien llegaría al programa en enero de 2017.
Un año más tarde, el 29 de enero de 2018, a pesar de su ligera pérdida de audiencia, Telecinco quiso darle un giro añadiendo nuevos equipos de estilistas, sustituyendo los sets donde llevar a cabo el cambio, cambios también desde el propio domicilio del participante, asesoramiento en tiendas de ropa y la incorporación de un jurado. Además, pasó a emitirse en directo y amplió su duración. Sin embargo, la audiencia no respondió a todas estas novedades, y Telecinco decidió cancelar el espacio. Su último programa se emitió el 13 de abril de 2018, siendo sustituido por el concurso Pasapalabra en familia.

## Formato

### Primera etapa
El espacio cuenta con una pasarela mecánica de diez metros, la cual une la puerta de entrada con la zona del jurado. Durante sesenta segundos, mientras llegan hacia los tres estilistas en la cinta transportadora, deberán convencerlos con sus historias para lograr ser cambiados. Si uno de ellos acciona el pulsador, la pasarela, que dispone de una iluminación verde en sus extremos, se volverá de color amarillo; si lo accionan dos, se volverá naranja, y si lo hacen los tres, se pondrá roja y se detendrá, lo que significará que el jurado ha decidido no cambiar a ese/a participante, dejándolo/a fuera del programa automáticamente, a no ser que alguno de los estilistas vea oportuno un cambio instantáneo/exprés en casos de pelo y maquillaje o uno para parecerse a un famoso en lo que es conoce como “Cámbiame Clon”. Por el contrario, si no oprimen el botón, el concursante tendrá que elegir al miembro del jurado que quiere que modifique su estilo, a no ser que únicamente quede uno sin pulsarlo, que será quien inicie el proceso de transformación.
Después llega el cambio de imagen, donde se ve el proceso de transformación (ropa, zapatos, complementos, peinado, maquillaje, manicura, pedicura, estética dental, infiltraciones e incluso tatuajes), aunque no se ve el resultado hasta el final. Además, también se conoce la historia del participante a través de los testimonios de amigos o familiares. Finalmente, la pasarela se vuelve a poner en marcha para recibir al elegido, donde le esperan los familiares, y que pueda comprobar su cambio de imagen a través de un gran espejo.

### Segunda etapa
En su cambio de etapa, desaparece el casting, puede participar más de una persona por programa y empieza el cambio tres horas antes de la emisión de Cámbiame, el cual se puede ver en directo a través de Mitele.es. Además, al comienzo o a lo largo del programa, es posible que se ponga en marcha la Cámbiame Cam, que seleccionará a alguien del público que desee un cambio de imagen. Estos procesos son llevados a cabo por los coaches, que son ayudados por peluqueros y maquilladores a la hora de realizar el cambio. Asimismo, puede darse el caso de que dos equipos de estilistas hagan dos propuestas diferentes para un mismo participante. Del mismo modo, en ocasiones, también realizan cambios únicamente de peinado y maquillaje.
Por otro lado, el espacio cuenta con un taller dividido cuatro áreas de trabajo: la de vestuario, la de peluquería y maquillaje, la cabina de estética y la zona de lavado de cabello. Además, hay una sala de espera donde se realizan los últimos retoques. Luego, tras pasar por todas esas zonas, los concursantes salen a plató para desfilar por la pasarela con su nueva imagen.
Al final, los estilistas explican su trabajo, aparece indicado el precio de cada elemento del look y el jurado se encarga de valorar y, en ocasiones, puntuar los cambios realizados por sus compañeros. Sin embargo, el jurado desaparece después de 24 programas y son los propios coaches los que juzgan.
Por su parte, existe la posibilidad de cambiar a una persona desde su casa. Esta sección recibe el nombre de “Cámbiame a domicilio”, en la que los estilistas se desplazarán por todas las comunidades autónomas para realizar un cambio de look desde la propia casa del participante. Del mismo modo, la sección “Cámbiame Shopping” ayudará a aquellas personas que no encuentran su estilo de ropa, yendo de tiendas con uno de los estilistas, que le asesorará en todo momento.
Cabe destacar que el programa, en lo que denomina “Cámbiame Collection”, también recoge aspectos sobre la imagen de algunos famosos, cuando asisten a eventos como desfiles de moda o entregas de premios en “Cámbiame News”, analiza en profundidad algunos estilismos en “Cámbiame Zoom”, o hace hincapié en los cambios que han sufrido algunos personajes conocidos a lo largo del tiempo en “Cámbiame Flashback”. Igualmente, puede darse el caso de que veamos cómo mantienen su imagen algunas personas que ya tuvieron su cambio en “Cámbiame Remember” o que den trucos para copiar el estilismo de algún personaje conocido en “Cámbiame Copy”. Además, por medio de la “Cambiamepedia”, los estilistas explican el significado de varios conceptos relacionados con el mundo de la moda.

## Equipo

### Presentador/a
- Marta Torné (Programa 1 - Programa 374)
- Carlota Corredera (Programa 375 - Programa 647; Programa 649 - Programa 672)[18]
- Pelayo Díaz (Programa 648, con motivo del día de la mujer)

### Estilistas
| Estilista                | Información                                                                             | Programas                                                |
| ------------------------ | --------------------------------------------------------------------------------------- | -------------------------------------------------------- |
| Cristina Rodríguez       | Actriz, presentadora, figurinista y encargada de vestuario en cine, teatro y televisión | (Programa 1 - Programa 477; Programa 508 - Programa 672) |
| Pelayo Díaz              | Bloguero, fotógrafo y diseñador de moda                                                 | (Programa 1 - Programa 622; Programa 645 - Programa 672) |
| Natalia Ferviú           | Directora creativa, editora de moda, DJ e it-girl                                       | (Programa 1 - Programa 622)                              |
| Juan Avellaneda          | Diseñador                                                                               | (Programa 478 - Programa 507; Programa 625-672)          |
| Paloma González Durántez | Directora creativa, estilista                                                           | (Programa 620 - Programa 672)                            |
| Manuel Zamorano          | Peluquero y maquillador                                                                 | (Programa 660 - Programa 661)                            |

### Colaboradores
| Colaborador     | Información              | Programas                     |
| --------------- | ------------------------ | ----------------------------- |
| Manuel Zamorano | Peluquero y maquillador  | (Programa 620 - Programa 644) |
| Moncho Moreno   | Peluquero y maquillador  | (Programa 620 - Programa 642) |
| Kley Kafe       | Peluquero y maquillador  | (Programa 620 - Programa 643) |
| Lorena Morlote  | Peluquera y maquilladora | (Programa 630 - Programa 644) |

### Jurado
| Colaborador     | Información                                                             | Programas                     |
| --------------- | ----------------------------------------------------------------------- | ----------------------------- |
| Pelayo Díaz     | Bloguero, fotógrafo, diseñador de moda y anterior estilista de Cámbiame | (Programa 620 - Programa 644) |
| Fiona Ferrer    | Periodista, bloguera, empresaria de moda                                | (Programa 620 - Programa 643) |
| Juan Avellaneda | Diseñador y anterior estilista de Cámbiame                              | (Programa 624)                |

## Programas
| Temporada | Temporada | Episodios | Estreno                 | Final                   | Presentador                     |
| --------- | --------- | --------- | ----------------------- | ----------------------- | ------------------------------- |
|           | 1         | 294       | 15 de junio de 2015     | 2 de septiembre de 2016 | Marta Torné                     |
|           | 2         | 233       | 5 de septiembre de 2016 | 1 de septiembre de 2017 | Marta Torné - Carlota Corredera |
|           | 3         | 92        | 4 de septiembre de 2017 | 26 de enero de 2018     | Carlota Corredera               |
|           | 4         | 53        | 29 de enero de 2018     | 13 de abril de 2018     | Carlota Corredera               |
| Total     | Total     | 672       | 2015                    | 2018                    | Marta Torné - Carlota Corredera |

### Audiencias de los programas
Cámbiame promedió en sus dos primeros años de emisión un 12,7% de cuota de pantalla y 1.364.000 espectadores, alzándose como la oferta preferida entre las televisiones comerciales. Elevó en 1,6 puntos su media nacional hasta alcanzar el 14,3% de cuota en el target comercial. El 9 de marzo de 2016 anotó su emisión más vista con una media de 1.725.000 espectadores (14,8% de cuota), mientras que el 16 de marzo de 2016 batió su récord de cuota de pantalla con un registro del 15,2% (1.645.000 espectadores). Sin embargo, en su cuarta temporada, la audiencia empezó a descender tras los cambios acontecidos en el formato, rondando el millón de espectadores o estando incluso por debajo. Este hecho propició su retirada de la programación de Telecinco en 2018.

## Programas relacionados
- Cámbiame VIP: Presentado por Carlota Corredera. El programa sigue el funcionamiento de Cámbiame, pero solo con candidatos VIP, que caminarán por la pasarela para someterse a un cambio con la ayuda de los coaches.
- Cámbiame Challenge: Presentado por Carlota Corredera, de emisión ocasional. En él, los tres estilistas realizan un cambio en directo cada uno, con un presupuesto y un tiempo limitado, y un premio que el entrenador destinará a una ONG.
- Cámbiame Premium: Presentado por Jorge Javier Vázquez y emitido durante los tres primeros martes de septiembre con una duración de cuatro horas (comprendiendo "prime-time" y "late night") y con una audiencia de 14,3% de media en sus tres programas. El programa se retiró debido a la caída de audiencia del programa.
- Cámbiame de noche: Presentado por Marta Torné y emitido entre el 23 de septiembre y el 25 de noviembre de 2015 como telonero de la serie B&b, de boca en boca y creando la "Noche de la moda". El programa, una variante idéntica al programa de la tarde, finalizó sus emisiones con el fin de la serie.
- Cámbiame de año: Presentado por Marta Torné, Cristina Rodríguez, Natalia Ferviú y Pelayo Díaz la noche del 31 de diciembre de 2015 para dar paso al 2016. Fueron escogidos para dar la bienvenida al nuevo año desde las 23:35 de la noche desde la Puerta del Sol.